# Relación atómica
La relación atómica es una medida de la relación de átomos de un tipo (i) a otro tipo (j). Un concepto estrechamente relacionado es el porcentaje atómico (o at.%), Que da el porcentaje de un tipo de átomo en relación con el número total de átomos. Los equivalentes moleculares de estos conceptos son la fracción molar o porcentaje molar.

## Átomos
Matemáticamente, el porcentaje atómico es
{\displaystyle \mathrm {atomic\ percent} \ (\mathrm {i} )={\frac {N_{\mathrm {i} }}{N_{\mathrm {tot} }}}\times 100\ } %
donde Ni es el número de átomos de interés y Ntot es el número total de átomos, mientras que la relación atómica es
{\displaystyle \mathrm {atomic\ ratio} \ (\mathrm {i:j} )=\mathrm {atomic\ percent} \ (\mathrm {i} ):\mathrm {atomic\ percent} \ (\mathrm {j} )\ .}
Por ejemplo, el porcentaje atómico de hidrógeno en el agua (H2O) está at.%H2O = 2/3 x 100 ≈ 66.67%, mientras que la relación atómica de hidrógeno a oxígeno es AH:O = 2:1.

## Isótopos
Otra aplicación es en radioquímica, donde puede referirse a proporciones isotópicas o abundancias isotópicas. Matemáticamente, la abundancia isotópica es
{\displaystyle \mathrm {isotopic\ abundance} \ (\mathrm {i} )={\frac {N_{\mathrm {i} }}{N_{\mathrm {tot} }}}\ ,}
donde Ni es el número de átomos del isótopo de interés y Ntot es el número total de átomos, mientras que la relación atómica es
{\displaystyle \mathrm {isotopic\ ratio} \ (\mathrm {i:j} )=\mathrm {isotopic\ percent} \ (\mathrm {i} ):\mathrm {isotopic\ percent} \ (\mathrm {j} )\ .}
Por ejemplo, la relación isotópica de deuterio (D) a hidrógeno (H) en agua pesada es aproximadamente D:H = 1:7000 (correspondiente a una abundancia isotópica de 0,00014%).

## Dopaje en física láser
Sin embargo, en la física del láser, la relación atómica puede referirse a la relación de dopaje o la fracción de dopaje.
- Por ejemplo, teóricamente, una relación de dopaje del 100% de Yb : Y3Al5O12 es Yb3Al5O12 puro.
- La fracción de dopaje es igual a,

{\displaystyle \mathrm {\frac {N_{\mathrm {atoms\ of\ dopant} }}{N_{\mathrm {atoms\ of\ solution\ which\ can\ be\ substituted\ with\ the\ dopant} }}} }